# Envira (fiume)
L'Envira è un fiume del Brasile, principale affluente del Tarauacá. Scorre per 810 km negli Stati di Acre e Amazonas.

## Geografia
L'Envira nasce vicino alla frontiera col Perù, nel territorio indigeno di Campa do Rio Envira, molto vicino alla sorgente del Tarauacá e del Muru. Attraversa i comuni di Feijó, nello Stato dell'Acre, e di Envira, nello Stato dell'Amazonas. 
Il fiume passa per le località di Simpatia, California, Novo Porto, Fortaleza, Feijó e Foz do Juruparí.
I suoi principali affluenti sono il Paraná do Ouro, a sinistra, e lo Juruparí, a destra, che si immette nell'Envira presso la località di Foz do Juruparí.
L'Envira è navigabile da Feijó fino alla sua foce.